# Burke Island
Burke Island – pokryta lodem wyspa położona na Morzu Amundsena, położona 37 mil (60 km) na południowy wschód od przylądka Cape Waite. Ma około 16 mil (26 km) długości i 6 mil (9,7 km) szerokości. Jej powierzchnia wynosi 355 km2, a długość linii brzegowej 82,2 km. Została naniesiona na mapy na podstawie zdjęć lotniczych wykonanych przez eskadrę VX-6 w styczniu 1960 roku i nazwana w 1961 roku przez komitet doradczy Advisory Committee on Antarctic Names na cześć amerykańskiego dowódcy wojskowego Arleigh'a Burke'a.